# Dwnn

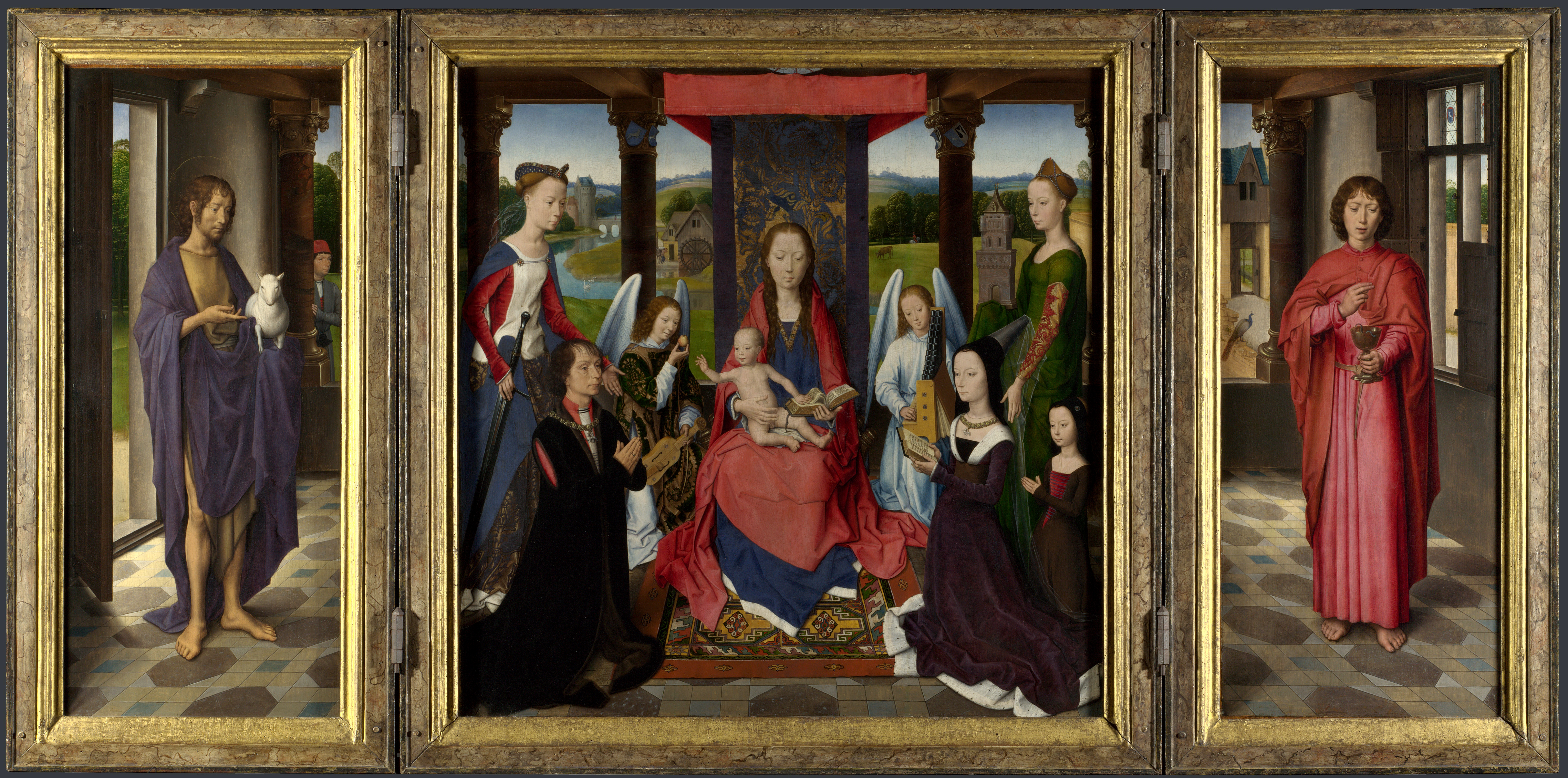
Auf dem Donne-Triptychon befinden sich Porträts von John Donne und seiner Familie, die als die ältesten Porträtbildnissen von Walisern gelten

Die Dwnns, auch Don, Donne, Done oder Dunne, sind eine alte walisische Familie. Der Familienname ist wahrscheinlich walisischen Ursprungs, die Familie führt sich auf Llywelyn ap Gwrgan zurück, einem walisischen Häuptling von Cydweli des 11. Jahrhunderts. Nach der englischen Eroberung von Wales gehörte die Familie vom 14. bis zum 16. Jahrhundert zu den führenden Familien der Gentry in Südwestwales. Unter den Earls bzw. später den Dukes of Lancaster, die 1297  Herren von Kidwelly wurden und 1400 mit Henry Bolingbroke den englischen Thron bestiegen, bekleideten mehrere Angehörige der Familie wichtige Ämter in Südwales. 
Der Hauptsitz der Familie war Pibwrlwyd, ein spätmittelalterliches Herrenhaus nahe dem heutigen Cwmffrwd südlich von Carmarthen. Um 1400 erwarben sie dazu das Gut Muddlescwm bei Kidwelly.

## Geschichte
In den 1330er Jahren wurde Cadwgan ap Gruffydd, das Oberhaupt der Familie, sowie sieben weitere Angehörige der Familie verdächtigt, 1326 am Raub des Schatzes von König Eduard II. beteiligt gewesen zu sein. In den 1340er Jahren führte Gruffudd Dwnn eine Streitmacht von 350 Walisern im Gefolge von Henry of Grosmont, Earl of Lancaster. Sein Sohn Henry Dwnn hatte zunächst zahlreiche Ämter für das Duchy of Lancaster ausgeübt und während des Hundertjährigen Krieges in Frankreich gekämpft. Spätestens 1403 wurde er jedoch ein führender Unterstützer der Rebellion von Owain Glyndŵr in Südwales, der 1403 vergeblich Kidwelly Castle belagerte. Henry Dwnns Sohn Maredudd starb vermutlich als junger Mann um 1401. Er hatte jedoch mehrere Kinder. Seine Tochter Mabli wurde die erste Ehefrau von Gruffudd ap Nicolas, der in der ersten Hälfte des 15. Jahrhunderts der mächtigste Beamte von Südwales wurde. Maredudds ältester Sohn Gruffudd Dwnn kämpfte während des Hundertjährigen Krieges für die englischen Könige in Frankreich. Daneben bekleidete auch er wichtige Ämter in Südwales. Er heiratete eine Tochter von John Scudamore. Sein ältester Sohn Robert Dwnn kämpfte während der Rosenkriege auf Seiten des Hauses York und wurde 1471 Constable von Cardigan Castle. Ein weiterer seiner Söhne, John Donne war während der Rosenkriege ebenfalls ein wichtiger Unterstützer des Hauses York und diente König Eduard IV. als Höfling, Militär und Diplomat. Nach der Schlacht von Bosworth wurde er von König Heinrich VII. begnadigt.
Owain Dwnn, ein jüngerer Sohn von Maredudd Dwnn, erwarb um 1435 durch Heirat Picton Castle in Pembrokeshire. Er wurde auch als Dichter bekannt. Sein einziger Sohn Henry Dwnn fiel 1469 während der Rosenkriege in der Schlacht von Schlacht von Edgecote Moor. Sein Besitzungen Muddlescombe und Picton wurden nach seinem Tod zwischen seinen beiden Töchtern aufgeteilt. Seine Tochter Joan, die Thomas ap Philip aus Cilsant geheiratet hatte, wurde die Stammmutter der Familie Philipps, die heute noch auf Picton Castle lebt.
Mit dem Tod von Sir Edward Done starb die Hauptlinie der Familie in Kidwelly 1552 in männlicher Linie 
aus. Die Besitzungen wurden zwischen seinen Töchtern und anderen Verwandten, einschließlich John Cotton und Sir Thomas Jones, aufgeteilt. Gruffydd Done von einer in Ystrad Merthyr lebenden Nebenlinie war 1547 Abgeordneter für Cardigan im House of Commons.